# Serjania atrolineata
Serjania atrolineata là một loài thực vật có hoa trong họ Bồ hòn. Loài này được C.Wright miêu tả khoa học đầu tiên năm 1868.